# Malgassogomphus
Malgassogomphus is een geslacht van libellen (Odonata) uit de familie van de rombouten (Gomphidae).

## Soorten
Malgassogomphus omvat 1 soort:
- Malgassogomphus robinsoni Cammaerts, 1987